# 海部俊樹
海部 俊樹（かいふ としき、1931年〈昭和6年〉1月2日 - 2022年〈令和4年〉1月9日）は、日本の政治家。位階は正二位、勲等は大勲位菊花大綬章（没後叙勲）。
衆議院議員（16期）、労働政務次官（第1次佐藤第2次改造内閣 - 第2次佐藤内閣）、内閣官房副長官（三木内閣）、自由民主党国会対策委員長（第21代）、文部大臣（第98・107代）、自由民主党総裁（第14代）、大蔵大臣（第95代）、内閣総理大臣（第76・77代）、新進党党首（初代）などを歴任した。
国際天文学連合（IAU）会長の海部宣男、2008年にノーベル物理学賞を受賞した小林誠の従兄である。

## 生涯

### 生い立ち
名古屋市東区七曲町（現・東区東桜一丁目）に生まれる。6人兄弟の長男だった。家業は祖父が明治時代に創業した「中村写真館」。店は中区栄の松坂屋名古屋店の北側にあった。1943年3月、名古屋市立南久屋国民学校（現・名古屋市立栄小学校）卒業。旧制愛知一中（現・愛知県立旭丘高等学校）を受験するが不合格。同じ学校から受けた11人のうち9人が受かり、落ちたのは海部を含め2人だった。同年4月、旧制東海中学（現：東海中学校・高等学校）に入学。学徒動員により、名古屋市東区大幸町にあった三菱重工業の工場で働かされる。航空機のエンジン部品造りに明け暮れた。
1945年、少年飛行兵学校に合格。10月に入校することが決まるが、その前に終戦を迎える。旧制中央大学専門部法科卒業後は河野金昇の秘書になる。新制早稲田大学第二法学部法律学科に編入学。中大在学時は中央大学辞達学会に、早大在学時は早稲田大学雄弁会に所属した。1956年には早稲田大学大学院法学研究科修士課程を中退して、学生時代から務めた河野金昇の秘書に専念する。
1957年11月17日、旧岐阜1区の柳原三郎衆議院議員の手伝いをしていた岐阜県美濃市出身の女性と結婚。
1958年3月29日、河野が急死。後継候補の一人に押し上げられるが、三木武夫の判断で妻の河野孝子が地盤を引き継ぐこととなった。同年4月20日、孝子の秘書となり、5月22日に行われた第28回衆議院議員総選挙で孝子は初当選した。

### 衆議院議員

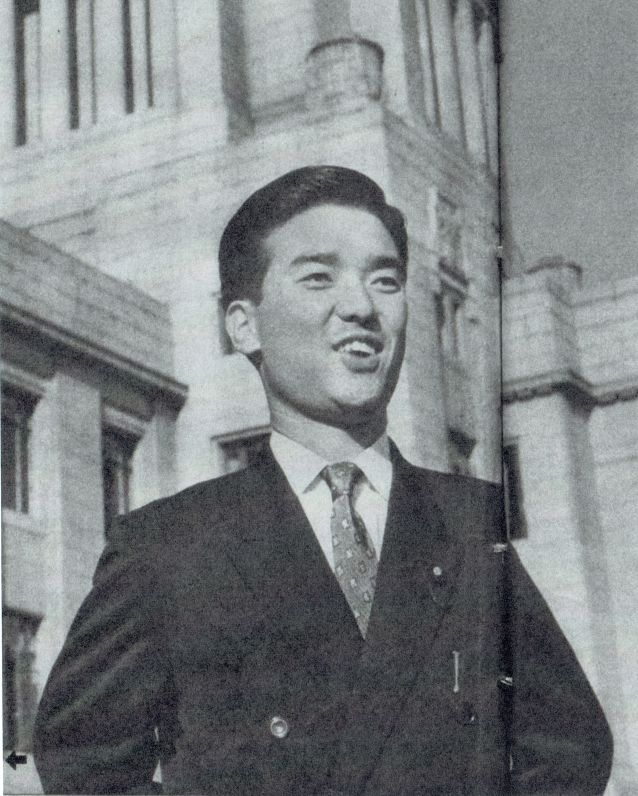
初当選当時の海部（『週刊サンケイ』1960年12月26日号より）

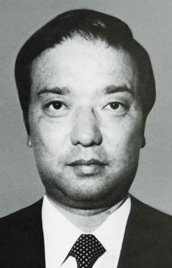
1度目の文部大臣時代の海部（1976年ごろ）

1960年9月16日、河野孝子の代わりに、秘書の海部が次期衆院選・旧愛知県第3区に立候補することが決定。同年11月20日に行われた第29回衆議院議員総選挙で全国最年少で初当選した。
1960年12月、自民党青年局学生部長に就任。1964年、青年海外協力隊の構想をまとめ、アフリカを横断調査。同団体の創設に力を注いだ。1965年には自民党青年局長となった。党内では三木派に所属し領袖の三木武夫にかわいがられ、若手時代には「三木の秘蔵っ子。」の異名があった。
1971年ごろまで一宮市新生で借家住まいをし、その後、同市平和一丁目に自宅兼事務所を構えた。
三木派が河本派に移行してからは、1994年に離党するまでの間、名実共にナンバー2として河本敏夫を支えたが、河本とは対照的に資金的な貢献が少なかったため、「財布閉じ器」と渾名された。ニューリーダーの次を狙う政治家として橋本龍太郎、藤波孝生らと共に「ネオ・ニューリーダー」と呼ばれた。早稲田大学雄弁会の先輩である竹下登ら早大出身者との親交が深かったため、「現住所河本派・本籍竹下派」ともいわれた。「竹下が総理になった暁には、河本派を離脱して竹下のもとに馳せ参じるのでは」と囁かれたこともある。
1966年に労働政務次官、1972年に衆議院議院運営委員長、1973年に自民党人事局長、1974年に自民党副幹事長などの要職を歴任する。
1974年には、三木内閣の内閣官房副長官に就任する。内閣官房長官の井出一太郎の代わりにランブイエ・サミットの調整を行い、1975年スト権スト問題の時には、政府の窓口として労政交渉や野党対応、マスコミ討論を担当する。
1976年9月、自民党国会対策委員長に就任。同年12月、福田赳夫内閣で文部大臣として初入閣を果たした。石原慎太郎とともに昭和生まれ初の大臣であった。1985年、第2次中曽根内閣で再び文部大臣を務めた。文部大臣時代の業績として、「共通一次試験」の導入が挙げられる。19888年には消費税導入を含めた税制改革法の委員会審議で金丸信に代わり委員長を務め、大混乱の中強行採決で可決にこぎつけている。

### 自由民主党総裁
1989年7月24日、宇野宗佑首相が第15回参議院議員通常選挙敗北の責任をとり辞意を表明。
当時、主な有力議員は軒並みリクルート事件に関与していた。中曽根康弘は責任をとって離党。安倍晋太郎、宮澤喜一、渡辺美智雄らニューリーダーは自民党が定めた「1年間、もしくは次の総選挙まで党の役職を辞退する」という内規の対象となり謹慎中の身であり、四大派閥（竹下派・安倍派・宮澤派・旧中曽根派）はいずれも後釜の総裁候補を出せる状態になかった。
宇野が辞意を表明した7月24日、安倍が退院した。同日、小沢一郎、梶山静六、奥田敬和ら竹下派幹部は意見交換した。どの派もリーダーが総理になる前にナンバー2が手を挙げるわけにはいかない事情があったが、梶山はこの席で「橋本総裁でもいい」と発言。特に異論は起こらなかったため、一部に「橋本氏擁立」との情報が伝わった。
竹下の意中の候補は早稲田大学雄弁会の後輩で親しい関係にある海部であった。クリーンなイメージはリクルート後には相応しかったし、再登板も視野に影響力を維持したい竹下にとっては、若くはあるが決定的な世代交代に至らないという点でも好ましかった。何より、中小派閥の出身で独自に強い政治基盤を持たない海部は、竹下にとって統制しやすい存在でもあった。当時、竹下と海部はTBRビルに事務所を構えていた。竹下は4階、海部は10階。竹下に呼ばれた海部は7月26日、人目を忍ぶように竹下事務所に足を運んだ。竹下は、自派からの橋本龍太郎擁立は難しいことを海部に伝えた。ここから「海部俊樹首相」への道が始まった。
7月27日、安倍は竹下を私邸に訪ね、ポスト宇野の選出方法について意見交換した。
三番町の自宅マンションの電話は朝から深夜まで鳴りっぱなしであった。議員や記者が連日押しかけてきた。7月29日、海部は妻と長男と長女を車に乗せ、逃れるように八ヶ岳のふもとのホテルに向かった。このころには海部も覚悟を決めていた。「俺も政治家として死ななきゃならんのだから、その前に精一杯のことをしたい」と家族に伝えるが、全員から反対される。二泊し、東京へ帰る車中でようやく妻が折れた。
7月30日、元麻布の金丸邸に小渕恵三、小沢一郎、奥田敬和、梶山静六、羽田孜、渡部恒三ら竹下派幹部が顔を揃えた。ただしそこに橋本の姿だけがなかった。橋本への一本化は100人を超える派閥の分裂につながりかねなかったため、金丸は「橋本君にはもう少し人間修業をしてもらう」と述べた。7月31日、竹下派は常任幹事会を開き、自派の候補者擁立を見送る方針を正式に確認した。同日、橋本は不出馬を表明。
竹下派の派内調整が進行する中で、河本派内では領袖の河本敏夫の擁立の動きが続いていた。すでに78歳であったが、最後のチャンスと総裁選出馬への意欲を見せた。8月2日、河本は自派議員から個別に意見を聞く一方、安倍、金丸らと意見調整するが、説得された結果、出馬を断念した。同日、海部は記者会見し、出馬表明した。
同年8月8日に行われた自由民主党総裁選挙には、海部のほか、宮澤派の支援を受けた二階堂派の林義郎、安倍派の石原慎太郎が立候補。いずれも派閥の長ではないという点で当時としては異例な総裁選となったが、最大派閥の竹下派の支持を得た海部が両者をおさえて自由民主党総裁に選ばれた。

### 内閣総理大臣

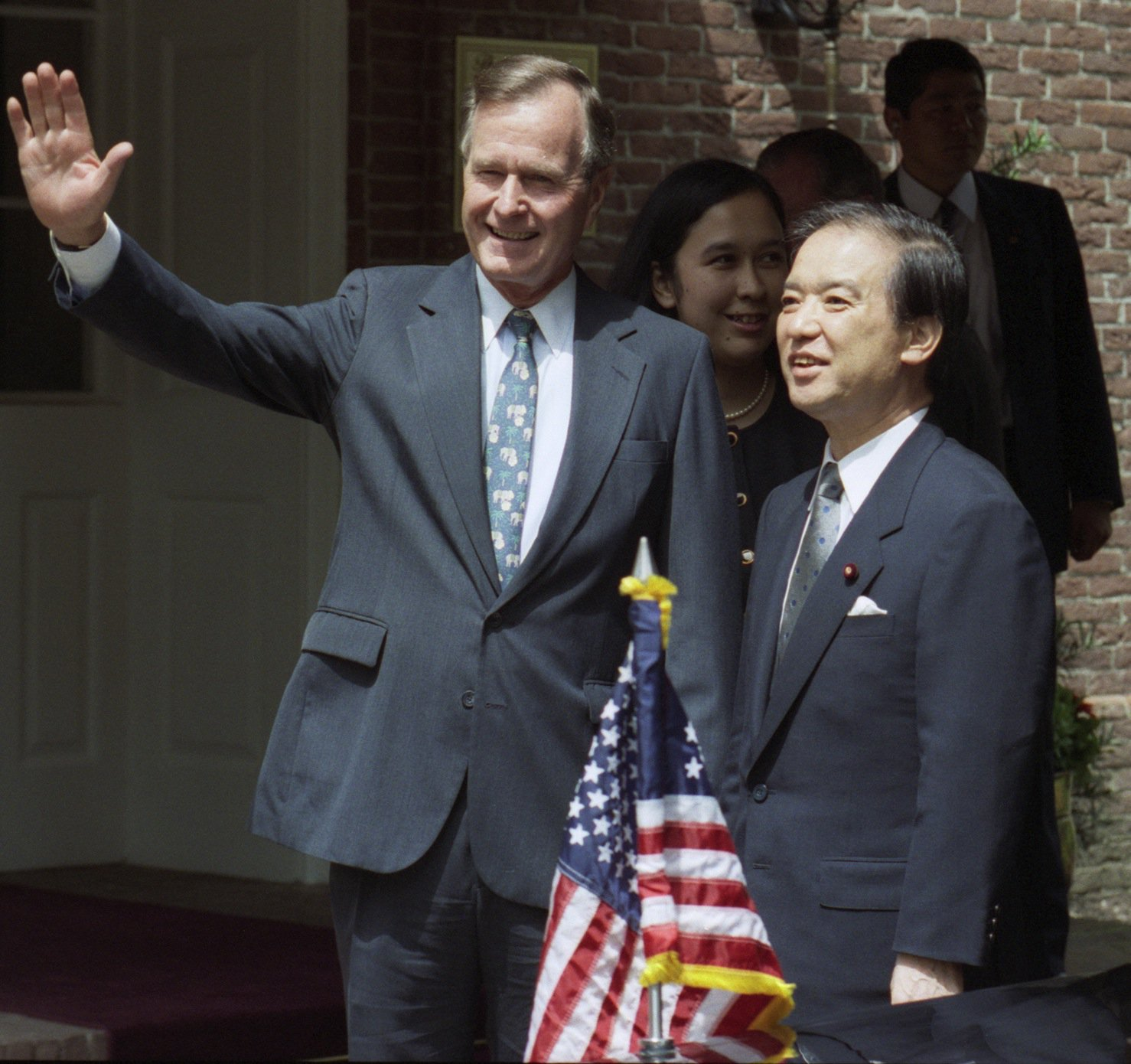
1990年7月7日、ヒューストンにてアメリカ合衆国大統領ジョージ・H・W・ブッシュ（左）と

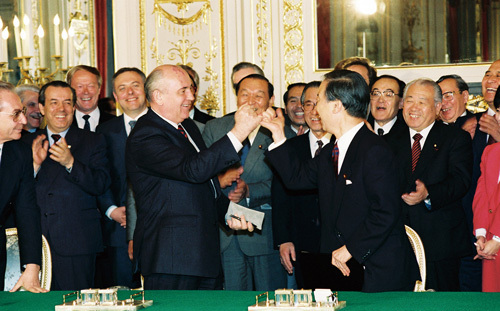
1991年4月18日、赤坂迎賓館にてソ連大統領ミハイル・ゴルバチョフ（左）と

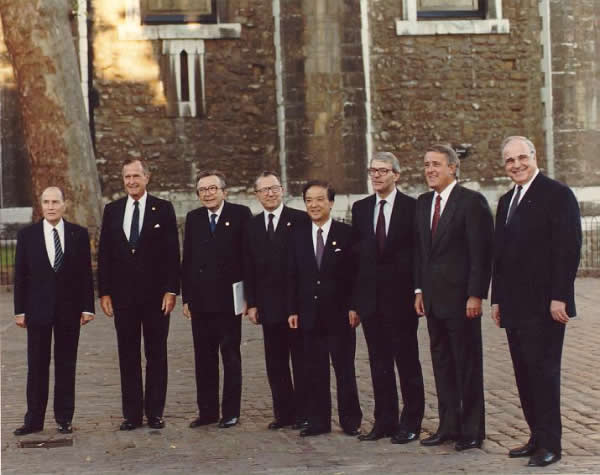
1991年7月15日、ロンドンで開催された第17回先進7か国首脳会議にて

#### 就任
参院選の結果、自民党が過半数割れに追い込まれたことにより、ねじれ国会に突入した。首班指名選挙では、自民党が依然過半数を占めていた衆議院は海部、野党が過半数を確保した参議院は日本社会党委員長の土井たか子を指名した。日本国憲法第67条第2項の規定に基づき両院協議会で協議されたが、両院の意見は一致せず、衆議院で指名された海部が内閣総理大臣に就任した（衆議院の優越）。海部は初の昭和生まれの首相でもある。
海部が首相に就任したころはバブル景気の真っただ中で経済は好調だったが、いわゆるリクルート事件などによって国民の間に政治不信が強まっていた。それだけに、清新なイメージで颯爽と登場した海部に寄せられた党内外の期待感は大きかった。組閣においてはリクルート事件にかかわったとされる政治家に代わり、リクルートと関係の薄い政治家を優先的に登用した。このため党内の不満が高まり、後の政治改革法案が廃案になる遠因にもなった。
第1次海部内閣発足直後、内閣官房長官山下徳夫の女性スキャンダルが発覚する。海部はすぐさま山下を更迭し、環境庁長官森山眞弓を横滑りさせて女性初の官房長官を誕生させ（後任の環境庁長官は志賀節）、各種行事に夫婦同伴で出席するなどして女性層の支持拡大を目指した。
海部にとって最初の大きな課題は総選挙で勝利することだった。衆院任期切れが迫る中、自民党は次の総選挙で参院選と同様の敗北を喫することだけは避けねばならなかった。結果、1990年の第39回衆議院議員総選挙で自民党を大勝に導く。1990年には首相として即位の礼を仕切り成功させた。
1990年9月28日、ニューヨーク大学から名誉博士号を、1991年7月10日、ボストン大学から名誉法学博士号を授与された。

#### 党内基盤
党内基盤が脆弱であった海部は、自民党にとってはその場しのぎの「看板」という側面もあった。中小派閥である河本派の幹部である海部が総裁選に勝利したこと自体、元首相の竹下が自派の頭数をもって海部を押し上げたに過ぎなかった。例えば第1次海部内閣の発足時にあたっては、首班指名の1時間後にまず党三役が決定、即座に小沢一郎新幹事長らが党本部の幹事長室で各派と連絡を取りながら海部抜きで組閣を進め、隣の応接室で待たされる海部は一切関わることはなかった。そのあと首相官邸に海部と三役が移動して正式の組閣を小沢らの人選そのままに進み、首班指名からわずか5時間で新閣僚名簿が発表された。
石原信雄の回顧録には「海部さんは重大な法案などを決める時には金丸、竹下両氏の判断を仰いでいた」と記され、自民党幹事長の小沢一郎からも「海部は本当に馬鹿だな。宇野の方がよっぽどましだ」と酷評され、金竹小が海部以上に強い影響力を持っていた。

#### 外交

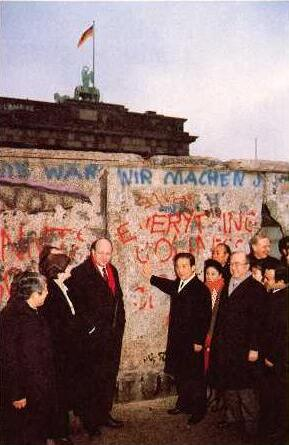
1990年1月、ベルリンの壁を訪問

1991年、湾岸戦争の戦費として多国籍軍に130億米ドルの資金提供を決めた。当初、戦後クウェートの新聞に載せられた感謝広告に日本の国旗が掲示されなかったが、その後改められた。130億ドルという巨額の支援をしたにもかかわらず、人的な支援は戦争終結後に自衛隊が掃海艇を派遣したにとどまったことで、「小切手外交」、「トゥーリトル、トゥーレイト」（少なすぎ、遅すぎる）という批判を内外から受けた。停戦後、自衛隊創設以来初の海外実任務となる海上自衛隊掃海部隊をペルシャ湾に派遣する。1991年にはソビエト首脳として最初で最後の来日となったミハイル・ゴルバチョフと会談している。
自民党総裁にして内閣総理大臣でもある海部は、小選挙区導入反対派の加藤紘一、山崎拓、小泉純一郎の「YKK」などによる党内からの猛烈な倒閣運動を受けた。
六四天安門事件後、ヒューストンの第16回先進国首脳会議で円借款再開を表明し、世界から孤立しかかった中国に天安門事件後の西側先進国首脳では初めて訪問して円借款を再開させた。ヒューストン・サミットを前に海部は対中制裁反対派の中曽根康弘・鈴木善幸・竹下登元首相に制裁解除を迫られていた。海部自身は、「中国に対して原則を貫いた」と語り、天安門事件の犠牲者の冥福を祈るため、訪中時に天安門広場で献花を行ったという。当時のアメリカのジョージ・H・W・ブッシュ大統領は議会と対立するほど制裁全面化に消極的であり、秘密裏にヘンリー・キッシンジャーやブレント・スコウクロフトを中国に派遣して民主化運動家の方励之の出国をめぐる交渉を行っていたとされる。方励之の出国を条件に融資再開を日本は中国に持ちかけたともされ、ブッシュは第16回先進国首脳会議で対中円借款再開を表明した海部に同調した。
1991年に民主化後初の大韓民国大統領である盧泰愚と会談し、その席で懸案であった在日韓国人の指紋押捺の廃止を約束し、その後実施された。

#### 内閣総辞職
湾岸危機や国連平和協力法案の廃案といった困難はあったが、政権支持率は概ね高水準で推移し、海部は政権運営に自信を深めていく。そして政治改革関連法案の成立に意欲を燃やしたが、国会で審議未了廃案となったことを受け、「重大な決意で臨む」と発言。これが衆議院の解散を意味する発言であると受け取られた。首相にとって「伝家の宝刀」の異名を持つ解散権は、総理大臣の専権事項である。しかし、自民党内の反海部勢力から大反対の合唱が起こった（海部おろし）。最後には海部をバックアップするはずだった竹下派親小沢勢力でさえ明確に解散不支持を表明したため、海部は結局解散に踏み切ることができなかった。また、それまで海部を支持してきた竹下派親小沢勢力が海部の不支持を表明し、宮澤喜一、三塚博、渡辺美智雄ら反海部の派閥の領袖たちが総裁選に立候補を表明した。これにより、海部を支持するのは自身の派閥である小派閥の河本派だけとなり、総裁選に再選できる道は閉ざされた。
1991年11月5日、海部は総理大臣を辞職。在任中は竹下派に手足を縛られて思い通りの政権運営はままならず、PKOや政治改革といった重要課題は次期政権に持ち越すことになった。バブル景気末期や冷戦体制の終焉といった激動の時期に総理の座にありながら、海部本人が政治的なイニシアチブを取った形跡もなく、政権として目立った実績は乏しい。しかし決定的な失政があったとみなされたわけでもなく、本人のクリーンで爽やかなイメージは根強い国民の支持を得続けた。在任中の内閣支持率は高い時で64%、退任直前でさえも50%を超えており、煮え切らない不完全燃焼の中での退陣となった。
首相在任日数818日間は、日本国憲法下において衆議院で内閣不信任決議が採決されなかった内閣の首相としては最長日数記録である。

### 自民党離党と復党、政界引退
1994年6月29日、自民党総裁の河野洋平が、党の政権復帰のため日本社会党、新党さきがけと自社さ連立政権構想で合意し、首班指名で社会党の村山富市に投票することを決めると、これを拒否して自民党を離党した。同じく造反した津島雄二の説得により、旧連立与党である新生党や日本新党から首班指名の統一候補として担がれるも、自民党からの造反は期待されたほどは起こらず、決選投票で敗れることになる。
同年7月18日、公職選挙法235条違反による裁判で参議院議員の新間正次の有罪判決が確定。新間の当選無効に伴う再選挙で野党9党派は労働官僚の都築譲を擁立し、7月27日、海部は都築の総合選対本部長に就任した。対する自民党は国連職員の水野時朗に出馬要請し、党県連会長の村田敬次郎は海部と絶縁する宣言を行った。海部の番頭格だった服部光孝県議も「25年間の縁を切る」と強い口調で述べ、自民党との溝は一層深まった。また、7月27日に海部は自由改革連合を結成して代表に就任している。
同年12月10日、新進党を結党して初代党首に就任。自民党総裁を務めた人物が離党し他党の党首となるのは極めて異例（2024年現在唯一の事例）。同じ旧愛知3区の江崎鐵磨も新進党結成に参加した。
同年11月21日に政治改革四法における小選挙区の具体的な区割り法案が国会で可決。海部も江崎鉄磨も一宮市を含む愛知10区の公認を主張して譲らなかったが、1995年3月17日、新進党本部の調整で海部は愛知9区、江崎は愛知10区と決まり、両現職の戦争は回避された。
新進党分党後は1年1ヶ月の無所属暮らし（院内会派「無所属の会」）を経て、自民党との連立政権に加わった自由党に入党。2000年の同党分裂の際には、自民連立継続派の保守党に所属する。
保守新党に改組して臨んだ2003年に第43回衆議院議員総選挙では、民主党の新人岡本充功に比例復活を許したが、小選挙区勝利で連続当選記録を伸ばし、選挙直後に吸収合併される形で自民党に復党した。復党後は古巣河本派の後継である高村派には戻らず、二階俊博ら一緒に復党した旧保守新党議員らと二階グループを結成した。自民党復党の折には自民党幹事長安倍晋三から復党を「諸手をあげて歓迎します」と言われ、離党した際に撤去された海部の肖像画も再び掲額された。
2009年の第45回衆議院議員総選挙にて、小選挙区で民主党の岡本に8万票以上の大差をつけられ惨敗し、党の73歳定年制もあって重複立候補できなかったため、比例復活もできず落選した。同日、政界引退を表明。海部は総理大臣在任中の成果を強調し選挙に挑んだが、海部の首相時代を知らない若い世代の有権者が増えたことも落選の一因とされる。首相経験者が落選したのは、1963年の第30回衆議院議員総選挙の石橋湛山、片山哲以来46年振り、自民党総裁経験者としては石橋以来2人目である。解散時点で海部の連続当選回数は16回、勤続年数48年9ヶ月と衆議院議員としては現職トップだった。このとき当選していれば、尾崎行雄や師匠である三木などに続いて衆議院議員在職五十年に到達するところであった。

### 政界引退後
政界引退後は、世界連邦運動協会会長、日本ソフトテニス連盟会長、大正琴協会理事長、日本ティーボール協会会長などを務めた。また、三木睦子が理事を務める中央政策研究所では最高顧問を務める。2010年には回想録『政治とカネ』を新潮新書から出版した。
2011年、桐花大綬章を受章。同年6月29日、愛知県一宮市名誉市民授与。同年12月3日、愛知県名誉県民授与。2012年3月、中華民国の国立中央大学より名誉博士称号を授与される。同年9月、自民党総裁選に立候補した町村信孝の表敬訪問を受け、激励した。2014年から中日新聞県内版（愛知県向け紙面）に『海部俊樹回想録』を連載した。また、清華大学の出資を受ける道紀忠華シンクタンクの顧問を務めていた。
2019年11月29日に中曽根康弘が死去したことにより、首相経験者で最古参になった。また、この時存命の首相経験者としては村山富市（1924年3月3日生まれ）に次ぐ高齢者となった。最高齢の総理大臣経験者と最古参の総理大臣経験者が異なるのは、1993年12月16日に田中角栄が死去して以来であった（田中は死去時点で最古参の首相経験者であったが、最高齢の首相経験者は福田赳夫であったため）。
2022年1月9日4時、肺炎のため東京都内の病院で死去。読売新聞、時事通信、NHKは死因を老衰としている。91歳没。政府は18日の閣議で正二位叙位と大勲位菊花大綬章追贈を決定した。海部の死去に伴い、細川護熙が最古参の首相経験者となった（最高齢は村山富市のまま）。

## 主な役職
- 世界連邦運動協会会長
- 日本ソフトテニス連盟会長
- 日本ティーボール協会会長
- 大正琴協会理事長
- EU・ジャパンフェスト日本委員会最高顧問
- 地球環境行動会議 (GEA) 最高顧問
- 中央政策研究所最高顧問
- 教育美術振興会会長
- 公益財団法人中部日本書道会名誉会長
- 道紀忠華シンクタンク顧問
- 公益社団法人全日本アーチェリー連盟名誉会長

## エピソード

### 中国訪問
南京事件については、日本軍による虐殺を認めた立場を取っている。2010年に中国の招待で訪中した際に南京事件論争に触れ、「日本は歴史上、南京市民に対して許されない過ちを犯してしまった。1人の政治家として、南京市民に深くお詫びを申し上げたい」と市民への謝罪を行った。

### ネクタイ

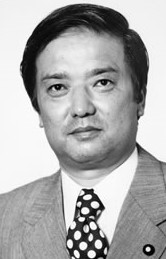
2度目の文部大臣時代の海部（水玉模様のネクタイを着用・1985年ごろ）

水玉模様のネクタイをトレードマークとしている事で知られる。これは、三木内閣の官房副長官時代に国鉄のスト権スト問題でテレビの討論番組に出演した際、対処で多忙を極め帰宅もままならぬ時期であったことから、たまたま水玉模様の同じネクタイを連日連夜着用し続けていたことに関して視聴者からツッコミが入る一幕があり、それを機に意図的に自らのトレードマークとして決めたという経緯によるものである（なお、この討論番組では当時、公共企業体等労働組合協議会事務局長であった富塚三夫に対して後述の弁論経験を活かした一歩も引かぬ弁舌を披露し、「自民党に海部あり」と言わしめ、その後出世街道を歩む端緒となった）。首相時代には水玉模様のネクタイばかり600本以上も持っていたと語っており、広島と長崎の平和記念式典にも黒地に黒の水玉模様のネクタイをして出席していたほどの徹底ぶりであった（表向きは喪服用の黒いネクタイだが、明るい場所で見ると仄かに水玉模様が見える）。また、昭和天皇の大喪の礼でも同じく黒地に黒の水玉模様のネクタイをして注目を浴びた。

### 弁論
旧制東海中学時代には自ら弁論部を創設し地区大会で優勝するなど早くから弁論で頭角を現し、旧制中央大学専門部法科入学と共に中央大学辞達学会（弁論部）に所属し、数々の弁論大会で活躍。同大学卒業後、一旦は法務省に事務官として入省するも退職し、同郷の代議士河野金昇の書生（議員秘書）を務め、河野の母校でもある早稲田大学第二法学部法律学科へ編入学し、早稲田大学雄弁会に所属。早大在学中は雄弁会で弁論術の研鑚及び人脈作りに勤しんだ。学生弁論大会で優勝した折には、審査委員の一人だった早稲田大学総長の時子山常三郎から「海部君（の演説）に勝る者はいない。海部の前に海部なし、海部のあとに海部なしだ」と評されている。同年代の雄弁会仲間には渡部恒三などがおり、この時代に培った人脈が政界入り後に大きな力となって、小派閥の番頭格でありながら首相のポストを得る原動力となった。当時は単独講和反対を主張していたと言われている。

### 「29」との縁
1960年に行われた第29回衆議院議員総選挙に、河野金昇の死後、後継として出馬して一期務めた未亡人河野孝子の後継者として出馬。応援演説に来た井出一太郎が放った「サイフは落としてもカイフは落とすな」というキャッチフレーズで人気が沸騰し当選した。
このとき海部の年齢は29歳であり、また初めて入った議員会館の部屋も29号室であったことから、「29回総選挙に29歳で当選したから、29年後、総理大臣になって恩返しする」と公言していた。しかし自民党内では傍流である三木派に属していたため当時は総理になること自体が現実味のある話とは見做されておらず、また本人も講演会などの挨拶における半ば冗談交じりのネタとして用いていた。
ところが、後に前述の条件が重なったことにより、初当選から奇しくも29年後の1989年、公言通り総理大臣就任が実現した。

### 秘書
首相の座を射止めたことから、多くの秘書が政治家として勇躍した。
- 田中志典 - 元犬山市長、元愛知県議会議員。
- 熊田裕通 - 衆議院議員、元愛知県議会議員。
- 長坂康正 - 衆議院議員、元愛知県議会議員。
- 岩村進次 - 元愛知県議会議員、元議長。私設秘書に暴行を加えた事件が明るみとなり[65]、2019年の選挙で落選。
- 西川学 - 名古屋市会議員。大学在学中に海部の事務所見習いとなる[66][67]。

### ヒューストン・サミット

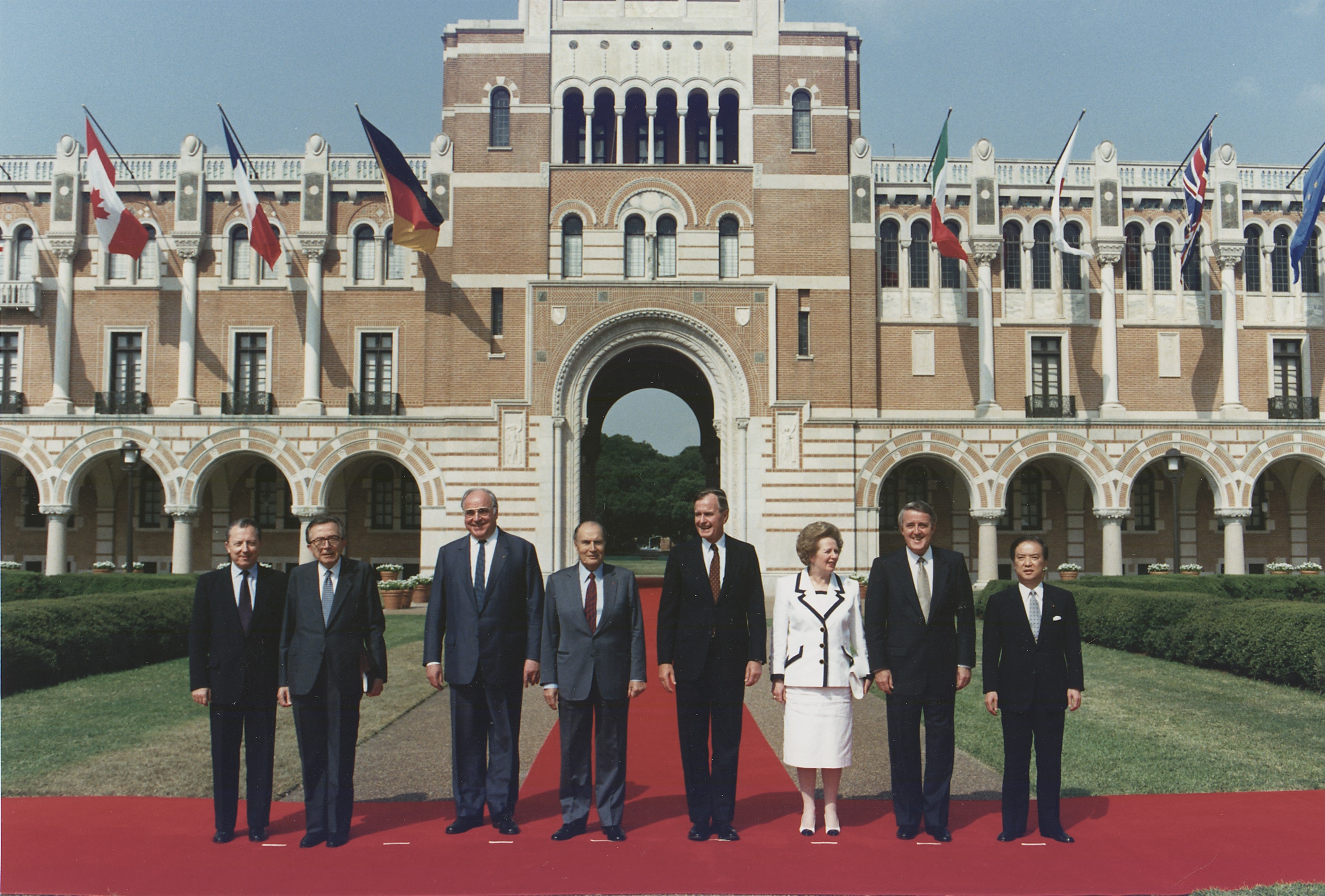
1990年7月9日、テキサス州ヒューストンで開催された第16回主要国首脳会議にて

1990年、アメリカ・ヒューストンで開催された第16回先進国首脳会議における首脳記念撮影の際、海部が身振りを交えて英語で軽い冗談を飛ばしたところ大受けとなり、アメリカ合衆国大統領ブッシュ、イギリス首相サッチャー、カナダ首相マルルーニーが爆笑している場面の写真が全世界に配信された。
海部によれば、以下のようなやり取りがあったという。

### パフォーマンス
内閣総理大臣就任後は、国民の人気を得るためにさまざまなパフォーマンスを行った。体育の日には国民とともに体力テストとして反復横跳びを行ったことや、また首相公邸へ高齢者を招待してゲートボールを遊んだこともあった。

### その他
- 首相就任中の1991年に放映されたテレビアニメ『ルパン三世 ナポレオンの辞書を奪え』に登場するゲストキャラクター「海辺（うみべ）首相」のモデルとなっている。ちなみに、海辺首相の口癖は「幹事長とも相談しますが」であり、当時の自民党幹事長小沢一郎との力関係を揶揄したパロディとなっている。
- 首相退任後、バラエティ番組『三枝の愛ラブ!爆笑クリニック』に夫婦で出演した。
- 若年のころから三木武夫を政治家として尊敬して親交を持ち、三木睦子からは息子のように可愛がられた。睦子から「俊樹ちゃん」と呼ばれている姿がテレビなどで報じられるうち、いつしか視聴者の間でも「俊樹ちゃん」が愛称として定着した。
- 記録的な長寿で話題となった双子姉妹、成田きんと蟹江ぎんは生前、「尊敬する政治家」として海部の名を挙げていた。海部はきんの葬儀委員長を務めている。
- 元名古屋市長で、地域政党減税日本の代表及び政治団体「日本保守党」の共同代表でもある河村たかしとは、河村の母親が海部の姉と友人で、名古屋市にあった母親の実家が海部の自宅と隣同士であり、河村が案内して一緒にかつて家があった場所を訪れる約束をしていた。また、新進党時代には初代党首に就いた海部と河村は同僚で河村はよく指導頂いたと言い、海部が自民党に復党した時、「俺の処に来い」と声を掛けられ、河村は悩んだが断ったと言う[70]。
- 長渕剛の曲「親知らず」の歌詞の中に、ミハイル・ゴルバチョフ、サッダーム・フセイン、ジョージ・H・W・ブッシュと共に登場する。
- 映画『小説吉田学校』（1983年）では、福田勝洋が海部を演じた。
- 総理として国民栄誉賞を授与した千代の富士との因縁もあってか、1990年5月26日には大相撲夏場所14日目を国技館の貴賓席で観戦した[注釈 5]。2016年7月31日に千代の富士が逝去した際には弔電を送っている[71]。
- 2度目の文部大臣就任直後に岡田有希子が自殺。衆議院文教委員会で江田五月が採り上げ質問した際に「アイドルは皆に夢を与える存在。どうか命を大切にして欲しい、強くたくましく生きて欲しいものです」と答弁した[72]。
- 中日ドラゴンズのファンである[73]。

## 家族・親族
- テレビプロデューサー、アニメプロデューサーの海部正樹は玉川大学卒の長男で秘書を務めた[74]。葬儀では喪主を務めた[60]。
- 長女・睦(1963年7月19日生、青山学院大学卒[74])
- 曽祖父の海部昂蔵は尾張徳川家の家令、御相談人を務めた。
- 外交官の海部篤は甥[75]。
- 天文学者の海部宣男、2008年にノーベル物理学賞を受賞した小林誠、シンコーホーム詐欺事件で2002年に有罪判決を受けたシンコーホーム元常務の海部俊一は従弟。
- 名古屋コーチンの生みの親として知られる、旧尾張藩士の海部壮平・海部正秀兄弟は遠い親戚（壮平・正秀の姉の曾孫）。

## 略歴

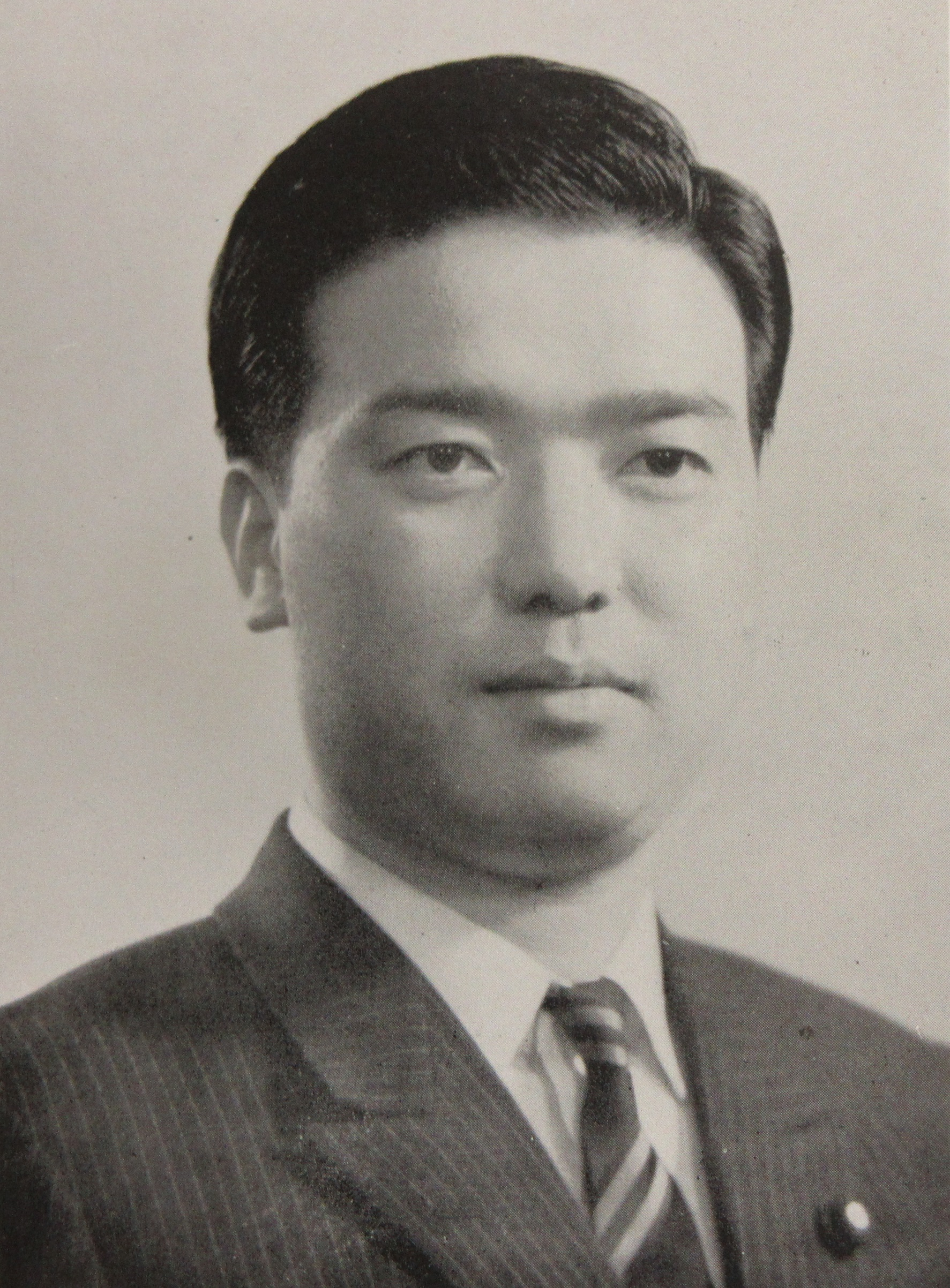
1967年ごろの海部

- 1948年 - 旧制東海中学（現・東海中学校・高等学校）卒業。
- 1951年 - 旧制中央大学専門部法科卒業、法務省に事務官として入省。
- 1952年 - 河野金昇代議士の秘書をしながら新制早稲田大学第二法学部法律学科3年次に編入学、在学時は雄弁会に所属する（副幹事長に就任）。
- 1954年 - 早稲田大学第二法学部法律学科卒業、法学士号取得。
- 1956年 - 早稲田大学大学院法学研究科修士課程中途退学。
- 1960年11月20日 - 第29回衆議院議員総選挙に全国最年少で当選、以降連続当選16期を数えた。
- 1966年8月1日 - 労働政務次官（第1次佐藤内閣第3次改造内閣）。
- 1974年12月9日 - 内閣官房副長官（三木内閣）。
- 1976年12月24日 - 文部大臣（福田赳夫内閣）。
- 1985年12月28日 - 文部大臣（第2次中曽根内閣第2次改造内閣）。
- 1989年8月10日 - 第76代内閣総理大臣。
- 1990年
  - 2月28日 - 第77代内閣総理大臣。
  - 12月29日 - 第2次海部改造内閣発足。
- 1991年
  - 10月 - 橋本龍太郎の辞任を受け、大蔵大臣を兼任。
  - 11月 - 内閣総辞職により内閣総理大臣を辞任。
- 1994年
  - 6月 - 自民党離党。高志会を経て7月に自由改革連合代表。
  - 12月 - 新進党初代党首。
- 1998年1月 - 新進党分党に伴い無所属（院内会派「無所属の会」）。
- 1999年1月 - 自由党に入党し、党最高顧問に就任。
- 2000年4月 - 保守党最高顧問。
- 2002年12月 - 保守新党最高顧問。
- 2003年11月 - 保守新党解党に伴い自民党復党。二階グループ最高顧問に就任。
- 2009年8月30日 - 第45回衆議院議員総選挙に17回目の当選を目指して出馬するも、民主党の岡本充功に敗れ落選。同日政界引退を表明。
- 2011年 - 桐花大綬章を受章[76][77]。名誉愛知県民章を受章。
- 2022年1月9日4時、死去[56][57][59][60]。91歳没。死没日付をもって大勲位菊花大綬章受章。

## 選挙歴
| 当落 | 選挙                   | 執行日         | 年齢 | 選挙区    | 政党       | 得票数     | 得票率 | 定数 | 得票順位 /候補者数 | 政党内比例順位 /政党当選者数 |
| ---- | ---------------------- | -------------- | ---- | --------- | ---------- | ---------- | ------ | ---- | ------------------ | ---------------------------- |
| 当   | 第29回衆議院議員総選挙 | 1960年11月20日 | 29   | 旧愛知3区 | 自由民主党 | 4万9767票  | 19.04% | 3    | 3/7                | /                            |
| 当   | 第30回衆議院議員総選挙 | 1963年11月21日 | 32   | 旧愛知3区 | 自由民主党 | 5万7586票  | 22.27% | 3    | 3/5                | /                            |
| 当   | 第31回衆議院議員総選挙 | 1967年01月29日 | 36   | 旧愛知3区 | 自由民主党 | 8万874票   | 28.75% | 3    | 2/4                | /                            |
| 当   | 第32回衆議院議員総選挙 | 1969年12月27日 | 38   | 旧愛知3区 | 自由民主党 | 8万2695票  | 29.53% | 3    | 2/4                | /                            |
| 当   | 第33回衆議院議員総選挙 | 1972年12月10日 | 41   | 旧愛知3区 | 自由民主党 | 8万7733票  | 22.94% | 3    | 3/5                | /                            |
| 当   | 第34回衆議院議員総選挙 | 1976年12月05日 | 45   | 旧愛知3区 | 自由民主党 | 15万1151票 | 37.69% | 3    | 1/5                | /                            |
| 当   | 第35回衆議院議員総選挙 | 1979年10月07日 | 48   | 旧愛知3区 | 自由民主党 | 11万9049票 | 28.62% | 3    | 1/5                | /                            |
| 当   | 第36回衆議院議員総選挙 | 1980年06月22日 | 49   | 旧愛知3区 | 自由民主党 | 14万5322票 | 30.96% | 3    | 1/5                | /                            |
| 当   | 第37回衆議院議員総選挙 | 1983年12月18日 | 52   | 旧愛知3区 | 自由民主党 | 12万3415票 | 29.00% | 3    | 1/5                | /                            |
| 当   | 第38回衆議院議員総選挙 | 1986年07月06日 | 55   | 旧愛知3区 | 自由民主党 | 13万3829票 | 28.09% | 3    | 1/5                | /                            |
| 当   | 第39回衆議院議員総選挙 | 1990年02月18日 | 59   | 旧愛知3区 | 自由民主党 | 19万5713票 | 36.19% | 3    | 1/6                | /                            |
| 当   | 第40回衆議院議員総選挙 | 1993年07月18日 | 62   | 旧愛知3区 | 自由民主党 | 19万4863票 | 37.87% | 3    | 1/9                | /                            |
| 当   | 第41回衆議院議員総選挙 | 1996年10月20日 | 65   | 愛知9区   | 新進党     | 11万1578票 | 47.68% | 1    | 1/7                | /                            |
| 当   | 第42回衆議院議員総選挙 | 2000年06月25日 | 69   | 愛知9区   | 保守党     | 12万2175票 | 53.16% | 1    | 1/5                | /                            |
| 当   | 第43回衆議院議員総選挙 | 2003年11月09日 | 72   | 愛知9区   | 保守新党   | 10万4075票 | 44.59% | 1    | 1/4                | /                            |
| 当   | 第44回衆議院議員総選挙 | 2005年09月11日 | 74   | 愛知9区   | 自由民主党 | 13万771票  | 47.66% | 1    | 1/4                | /                            |
| 落   | 第45回衆議院議員総選挙 | 2009年08月30日 | 78   | 愛知9区   | 自由民主党 | 10万549票  | 34.75% | 1    | 2/3                | /                            |

## 著書
- 『模範スピーチ385選』有紀書房、1968年1月1日
- 『未来への選択 : 創造と充実の時代へ』徳間書店、1981年3月19日。
- 『21世紀を目指す : 海部俊樹鼎談集』共同通信社、1985年6月24日。
- 『志ある国家日本の構想』東洋経済新報社、1995年7月27日。
- 『政治とカネ―海部俊樹回顧録』新潮新書、2010年11月20日。ISBN 978-4-10610394-0。
- 『海部俊樹回想録―自我作古』垣見洋樹編、人間社、2015年12月1日。ISBN 978-4931388956。{{cite book ja}}:  CS1メンテナンス: others (カテゴリ)
  - 初出『中日新聞』2014年6月24日～2015年3月25日連載、全57回。

### 共編
- 『ニューメディア・ルネッサンス 多彩な執筆陣が見通すニューメディアの未来像』自由民主党昭和会共編. 紀尾井書房, 1985.6
- 『モンゴル馬ダライフレグの奇跡 日本とモンゴル友好のかけ橋になった名馬の物語』志茂田景樹共著, 笹森識 絵, 籾山彩恵子英訳,宮田修企画・監修. Kiba book, 2006.7